# アカシアの樹
株式会社アカシアの樹は、日本の化粧品・サプリメント（健康食品）の販売メーカー。本社は広島県廿日市市にある。

## 概要
2007年3月に健康食品販売の通信販売会社として株式会社mimozaxとして創業。創業以前より、アカシア樹皮抽出物の健康食品への利用についての研究を行っている。独自のルートで食品グレードのアカシア樹皮抽出物を輸入し、アカシア樹皮抽出物の食品への利用について様々な特許も取得している。また、アカシア樹皮抽出物には、プロアントシアニジンが豊富に含まれているが、ブドウ種子やリンゴ由来のプロアントシアニジンとは異なり、カテキンに似たロビネチニドールなどの珍しい単量体が重合したプロアントシアニジンであることを特徴としており、株式会社アカシアの樹が初めて「アカシアポリフェノール」と称した。
アカシア樹皮抽出物には、プロアントシアニジンが豊富に含まれており、大学や試験機関との独自の研究により、アカシア樹皮抽出物およびアカシア樹皮由来プロアントシアニジンについては、抗酸化活性が高いこと、抗酵素阻害活性（リパーゼ阻害 、α-アミラーゼ阻害、グルコシダーゼ阻害）が高いこと、抗糖尿と抗肥満作用を有することを報告している。またヒト臨床試験においても安全性が高いことを報告し、食後血糖上昇抑制を有することや、肌機能の改善などを報告している。
また、健康食品としては、血糖値が気になる方へ「アカポリア（後にアカポリアプラス）」を販売し、2011年7月には、一般社団法人日本健康食品・サプリメント情報センターによる安全・安心を求める消費者のための健康食品の品質保証であるハイクオリティ認証をいち早く取得し、健康食品の安全性を重視した経営を行っている。アカシア樹皮抽出物およびそれに含まれる機能性関与成分としてのアカシア樹皮由来プロアントシアニジンの研究をさらに進め、2017年には、食後血糖値の上昇を穏やかにする機能がある機能性表示食品として届出がなされ、2018年には名称を「アカポリ糖ケア」として届出を完了している。また、2019年には、肌（顔）の乾燥を緩和して肌（顔）の潤いを守るのを助け、肌（顔）の保湿力（バリア機能）を守る機能があり、不快感（ムズムズ感）を改善する機能がある機能性表示食品として「肌ムズケア」の届出を完了して、上市している。

## 沿革
- 2007年（平成19年）3月 - 株式会社mimozaxを設立。「アカポリア」の販売を開始。
- 2011年（平成23年）7月 -「アカポリアプラス」でハイクオリティ認証を取得。
- 2018年（平成30年）11月 - 機能性表示食品として「アカポリ糖ケア」の届出完了。
- 2019年（平成31年）2月 - 株式会社アカシアの樹に社名変更。
- 2019年（令和元年）12月 - 機能性表示食品として「肌ムズケア」の届出完了。
- 2020年（令和2年） 4月 - 「アカポリ糖ケア」でモンドセレクション受賞。

## 商品ラインナップ

### サプリメント/機能性表示健康食品
- アカポリ糖ケア
- アカポリ肌ムズケア

### サプリメント/健康食品
- アカシアのアカポリ
- アカポリロコモW
- オメガのめぐり

### その他健康食品
- めぐりのマカ99
- するっと痩茶
- 発酵げんきっ宝茶
- くわ青汁

### 化粧品
- 肌ケア石鹸

## CM
機能性表示食品「アカポリ糖ケア」の実際の愛飲者を採用したコマーシャルを放送。